# Gerda Wrede
Gerda Wrede, född 26 november 1896 i Pikis, död 17 november 1967, var en finländsk skådespelare, regissör och talpedagog. 

## Biografi
Mellan 1931 och 1966 var Wrede verksam vid Svenska Teaterns elevskola i Helsingfors, och var dess rektor åren 1941–1966. Under en period var hon även teaterns scenchef och mellan åren 1954 och 1959 var hon dess biträdande teaterchef. Hon verkade även som lärare vid Helsingfors universitet.
Gerda Wrede arbetade också som regissör vid bland annat flera Shakespeareuppsättningar, bland dem Hamlet som teatern gästspelade med på Kronborgs slott i Danmark år 1947. Året därefter spelades hennes Hamletuppsättning som gästspel på Kungliga teatern i Stockholm.
Hon tillhörde den finländska grenen av släkten Wrede af Elimä och var brorsdotter till godsägaren och målaren Casper Wrede (1856–1945), samt faster till Johan Wrede (född 1935).

## Priser och utmärkelser
1954 Pro Finlandia-medaljen

## Teater

### Roller
| År   | Roll           | Produktion                             | Regi           | Teater                       |
| ---- | -------------- | -------------------------------------- | -------------- | ---------------------------- |
| 1920 | Andra hovdamen | Prinsessans visa Anna Wahlenberg       | Gustaf Nessler | Svenska Teatern, Helsingfors |
| 1920 | Emily Rhead    | Milstolpar (Milestones) Arnold Bennett | Helge Wahlgren | Svenska Teatern, Helsingfors |

### Regi (ej komplett)
| År   | Produktion                           | Upphovsmän                               | Teater                           |
| ---- | ------------------------------------ | ---------------------------------------- | -------------------------------- |
| 1951 | Å, en sån dag Call it a day          | Dodie Smith Översättning Elsa af Trolle  | Norrköping-Linköping stadsteater |
| 1951 | Det gäller miljonen To Dorothy A Son | Roger MacDougall Översättning Eva Tisell | Norrköping-Linköping stadsteater |
| 1957 | Morgondagens män Key Largo           | Maxwell Anderson                         | Svenska Teatern                  |